# Хавала (политический скандал)
«Сканда́л хава́лы» (англ. Hawala scandal, также известен как «Афе́ра хава́лы» англ. Hawala scam) — индийский политический скандал 1990-х годов, в результате которого ряд видных индийских политиков предстал перед судом по обвинению в получении крупных взяток через брокеров хава́лы. Некоторые из обвиняемых в коррупции политиков также подозревались в связях с исламскими террористами в Кашмире. Расследование было инициировано индийским журналистом Винитом Нараином.

## История
История началась в 1991 году, когда арест кашмирского исламского террориста в Дели привёл к облаве на его родственников «братьев Джайн», которые были брокерами хавалы. В результате были получены свидетельства того, что видные индийские политики получали через сеть хавалы огромные взятки, в том числе и от кашмирских террористических организаций. Индийский журналист Винит Нараин провёл журналистское расследование и привлёк внимание индийской общественности к этому делу. В результате началось полномасштабное расследование, за которым последовал громкий судебный процесс.
Среди представших перед судом политиков были Лал Кришна Адвани, Видья Чаран Шукла, Мадхав Рао Скиндия, Арджун Сингх, Мотилал Вора, Аджит Панджа, Шарад Ядав, Балрам Джакхар и Мадан Лал Кхурана. В 1997—1998 годах все обвиняемые были признаны Верховным судом Индии невиновными. Суд посчитал, что представленные доказательства в виде записей и дневников брокеров хавалы не могли использоваться в качестве основного доказательства в судебном процессе. Неспособность Центрального бюро расследований привлечь к ответственности замешанных в коррупции политиков подверглась жёсткой критике со стороны индийской общественности и СМИ. В результате Верховный суд Индии постановил внести изменения в организационную структуру индийских спецслужб, поставив Центральное бюро расследований под надзор Центрального комитета бдительности.